# Pol (Geographie)
Als Pol bezeichnet man in der Geographie und Astronomie die Durchstoßpunkte der Rotationsachse eines rotationssymmetrischen Himmelskörpers mit seiner Oberfläche.

## Pole der Erde

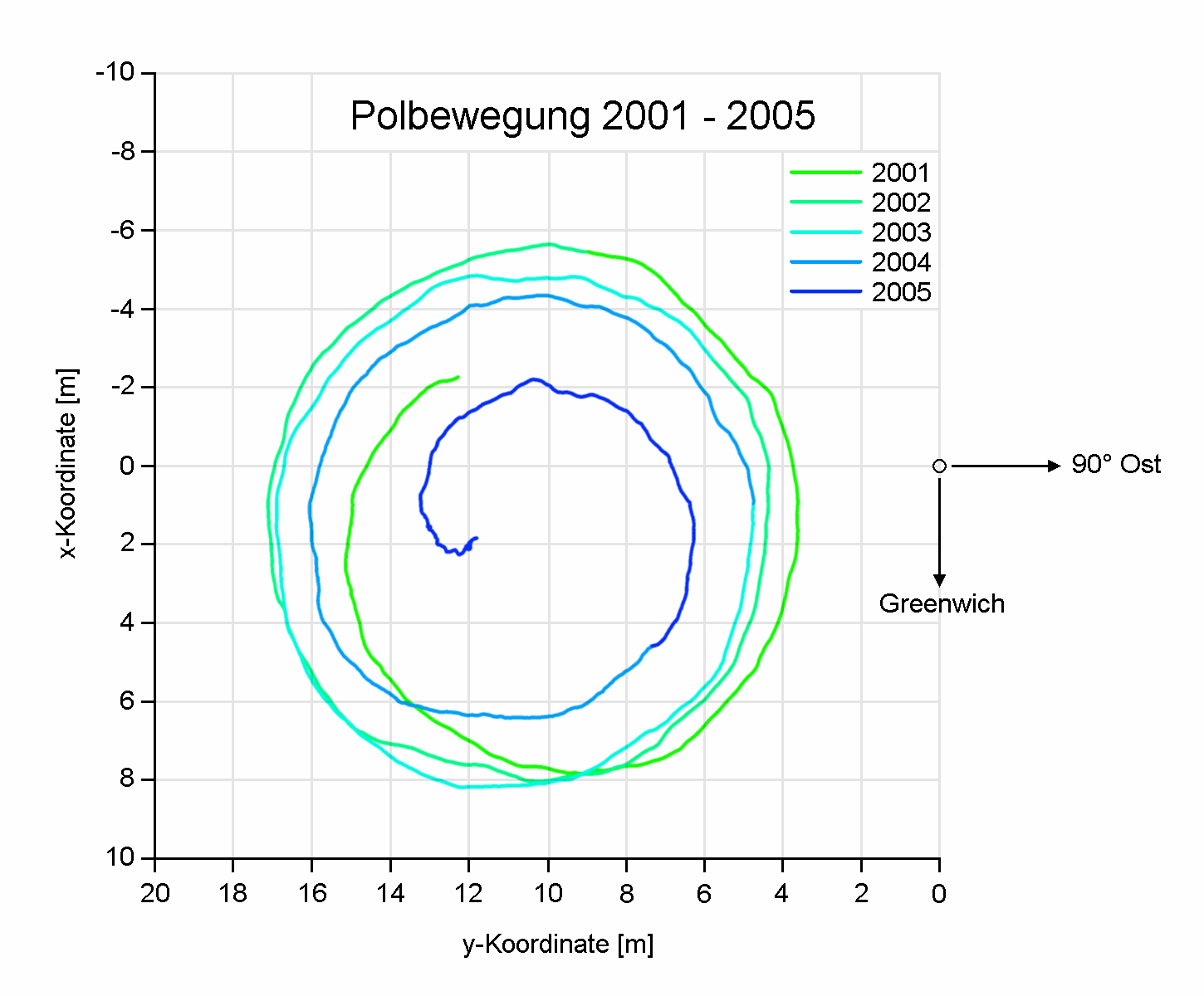
Polbewegung 2001–2005

Auf der Erde sind es folglich die Schnittpunkte der Erdachse mit der Erdoberfläche, der geographische Nord- und Südpol. Zur Festlegung von Positionen auf der Erdoberfläche mit der hohen, im Zentimeterbereich liegenden Genauigkeit, die von geowissenschaftlichen Anwendungen heute teilweise gefordert wird, sind diese Pole nicht geeignet. Denn sie liegen nicht fest, sondern verändern sich aufgrund der Polbewegung um einige Meter im Jahr. Diese Bewegung ist nicht zu verwechseln mit der Präzession und Nutation der Erdachse. Bei diesen handelt es sich um Verlagerungen der Rotationsachse des Erdkörpers. Bei der Polbewegung ändert sich hingegen die Drehachse im Erdkörper selbst. Für hochgenaue Positionsbestimmungen wird heute ein System kartesischer Koordinaten verwendet, das im International Terrestrial Reference Frame (ITRF) realisiert ist. Dabei handelt es sich im Wesentlichen um ein System mit hoher Genauigkeit vermessener Punkte der Erdoberfläche, mit dessen Hilfe langsame Änderungen wie Kontinentaldrift, Gebirgshebungen, elastische Gezeitenverformung und eben Polbewegungen kompensiert werden.

## Pole eines Rotationsellipsoids
Zu diesem System kartesischer Koordinaten kann ein Rotationsellipsoid (z. B. das WGS 84-Ellipsoid) in Beziehung gesetzt werden, das dann Grundlage für kartografische Darstellungen ist. Die Pole dieses Rotationsellipsoid sind von den geografischen Polen zu unterscheiden.
Der Nordpol liegt dabei in Richtung der positiven z-Achse des kartesischen Koordinatensystems.
Allgemein wird die Rotationsrichtung eines solchen Ellipsoids als rechtläufig oder prograd bezeichnet, wenn bei der Draufsicht auf den Nordpol die Rotation gegen den Uhrzeigersinn erfolgt, wie bei der Erde. Andernfalls wird die Rotation rückläufig oder retrograd genannt.

## Pole von Himmelskörpern

Polparameter eines Himmelskörpers

Für die Planeten und Monde des Sonnensystems gilt entsprechend einer Konvention der IAU von 1970 jener Pol eines Himmelskörpers als Nordpol, der in Richtung des Gesamtdrehimpulses des Sonnensystems liegt. Das entspricht grob dem Pol, dessen Richtung nördlich der Ekliptik weist (genauer: nördlich der Laplace-Ebene des Sonnensystems). Das bedeutet, dass bei einigen Himmelskörpern – z. B. Venus, Uranus und Pluto – nach IAU-Konvention die Rotation retrograd ist, also am Nordpol im Uhrzeigersinn erfolgt.
Diese Konvention wurde nicht immer berücksichtigt, insbesondere bei Körpern, deren Rotationsachse erheblichen säkularen Schwankungen unterliegt wie Asteroiden und speziell Kometen. Bei diesen wurde häufig unabhängig von der Richtung der Pol mit Rotation gegen den Uhrzeigersinn als Nordpol bezeichnet.
Dementsprechend hat die Working Group on Cartographic Coordinates and Rotational Elements (WGCCRE), der zuständige Ausschuss der IAU, einen Vorschlag erarbeitet, nach dem für Zwergplaneten, Kleinplaneten und Kometen die Pole so bestimmt werden, dass die Rotation um die erste Hauptträgheitsachse rechtläufig erfolgt. Um Verwirrung zu vermeiden, sollen die so benannten Pole allerdings als „positiver“ (Nord-)Pol bzw. „negativer“ (Süd-)Pol bezeichnet werden.
Die Rektaszension des Nordpols wird mit {\displaystyle \alpha _{0}} und die Deklination mit {\displaystyle \delta _{0}} angegeben. Als Ausgangspunkt für die Position des Nullmeridians wird derjenige (mit {\displaystyle Q} bezeichnete) Schnittpunkt des Äquators des Himmelskörpers mit dem Himmelsäquator des ICRF verwendet, der die Rektaszension {\displaystyle \alpha _{0}} + 90° hat. Der Winkel zwischen dem Schnittpunkt {\displaystyle B} von Nullmeridian und Äquator des Himmelskörpers und dem Punkt {\displaystyle Q} wird mit {\displaystyle W} angegeben.
Von der Konvention der IAU nicht umfasst sind Himmelskörper außerhalb des Sonnensystems (z. B. Pole von Exoplaneten). In diesen Entfernungen stehen Positionsbestimmungen im Vordergrund, die mit Hilfe von astronomischen Koordinatensystemen vorgenommen werden, vor allem dem horizontalen Koordinatensystem, dem äquatorialen System, dem ekliptikalen System oder dem galaktischen System.